# Filmul românesc de animație

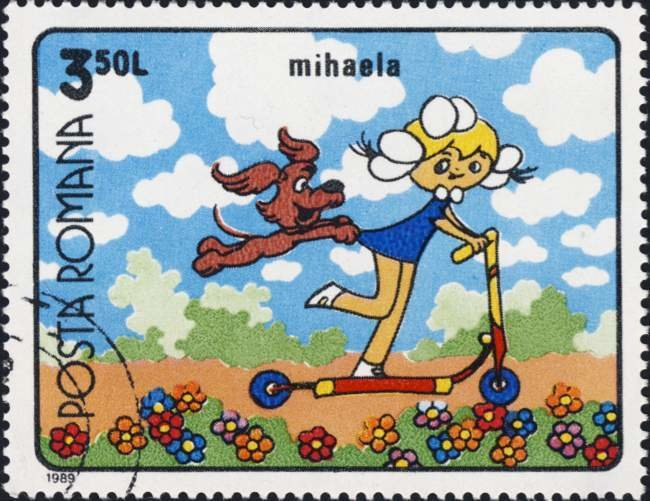
Timbru cu Mihaela și Azorel

Ca peste tot în lume, filmul românesc de animație s-a născut prin dezvoltarea graficii jurnalistice, din tendința firească a acesteia de a-și depăși limitele, prin animarea imaginilor. Toți marii creatorii de filme de animație din România provin din rândul caricaturiștilor, grafica jurnalistică reprezentând prima școală la care s-au format animatorii români.
Cei mai mulți au fost influențați de idealul estetic al studiourilor americane și franceze, "furând meserie" de multe ori în urma vizionărilor producțiilor acestora la cinematograf.

## Perioada de pionierat (1920 - 1948)
Activitatea de început a animației românești s-a dezvoltat în condiții materiale cu totul improprii, pur artizanale, spre deosebire de situația occidentală, unde exista o adevărată industrie a producției de pelicule de desene animate. Acest fapt precum și lipsa distribuției, concurența la preț neloial a animațiilor străine, lipsa de personal, apariția sonorului, au dus la o relativă marginalizare și apoi dispariție a peliculelor de desene animate autohtone în anii '30.
Cel mai prolific desenator a fost Aurel Petrescu, având la activ 11 desene animate confirmate de presa vremii și peste 70 de alte animații, majoritatea reclame. A avut curajul să continue producția și în epoca sonorului, probabil copiind pistele filmelor străine.
Primul film românesc de animație a fost "Păcală în lună" de Aurel Petrescu, prezentat în premieră la 5 aprilie 1920. (Dicționar Cinematografic -Cornel Cristian și Bujor T. Râpeanu-1974, p.23) 
Primul desen animat păstrat în arhiva națională se numește Haplea și a fost creat de către Marin Iorda în 1927, după personajul similar din caricaturile sale. Dificultățile ivite în timpul și după realizarea acestuia l-au făcut pe Iorda să renunțe la o continuare. A mai realizat, în 1936, doar niște diagrame animate pentru filmul profesorului Dimitrie Gusti, prezentat la pavilionul românesc al Expoziției internaționale de la Paris din anul următor.
Încercările de animație au revenit cu timiditate abia după 1939:
- "România etnografică", film terminat, dar needitat (fără montaj) al caricaturistului Dem
- Caricaturistul - pe atunci - Ion Popescu-Gopo a realizat niște proiecte în 1939, nefinalizate datorită lipsei de sprijin din partea statului
- "Cei trei mușchetari", proiect al caricaturistului Gion, în anul 1943
- "Pățania lui Ion (poveste tristă, dar adevărată)" în regia lui Jean Moraru, acesta având și câteva încercări anterioare, toate lipsite de succes

În această perioadă de începuturi, s-au găsit destui critici gata să evalueze producțiile autohtone prin comparație cu cele occidentale. Cu toate acestea, publicul larg precum și o serie de personalități și intelectuali de prestigiu au încurajat creatorii români și au susținut dezvoltarea acestei ramuri a celei de-a șaptea arte. Îi amintim pe Ion Marin Sadoveanu ("Desenuri animate" în Rampa - 1930), Camil Petrescu ("Despre absurd" în Facla - 1932), Dumitru Ion Suchianu ("Curs de cinematograf" - 1931), Ion Cantacuzino ("Uzina de basme" - 1935), George Călinescu ("Între poezie și feerie" în Adevărul literar și artistic - 1936), la care se adaugă mulți alții.

## Perioada Studioului București (1949 - 1964)
Perioada desenelor animate realizate între 1949 și 1964 este dominată de personalitatea lui Ion Popescu-Gopo. După încercarea din 1946 a lui Jean Moraru, abia în 1949, alături de tatăl său și Matty Aslan, Gopo scoate scurt-metrajul de animație Punguța cu doi bani. Din anul 1950, desenele au fost produse în cadrul Studioului Cinematografic București. Primele erau zoomorfe și constituiau fabule educative în spiritul epocii. În anul 1951, Gopo produce un alt desen animat: Rățoiul neascultător. Urmează, în regia aceluiași, Albina și porumbelul, apoi:
- Doi iepurași (1952)
- Marinică (1953)
- O muscă cu bani (1954)
- Șurubul lui Marinică și Ariciul răutăcios (1955)
- Galateea (1957)

Creațiile care l-au consacrat au fost însă cele cu Omulețul, realizate în această perioadă: 
- Scurtă istorie (1957)
- Șapte arte (1958)
- Homo sapiens (1960)
- Allo! Hallo! (1962).

Acestea i-au adus lui Gopo numeroase premii și aprecieri internaționale.

## Perioada Animafilm (1964 - 1989)
În anul 1964 se înființa, la noi, studioul specializat "Animafilm", în urma numeroaselor premii obținute de Ion Popescu-Gopo la festivalurile internaționale. Primele desene în acest studio au fost realizate de către Olimp Vărășteanu: cartoanele decupate "Vulpoiul campion" și Zdreanță".

Magia personajelor Animafilm

Acest studio a grupat încă de la început crema desenatorilor, animatorilor și a graficienilor din România: Bob Călinescu, Artin Badea, Florin Angelescu, Sabin Bălașa, Zaharia Buzea, Anamaria Buzea, Radu Igazsag, Isabela Petrașincu, Liliana Petruțiu, Tatiana Apahidean, Olimpiu Bandalac, Zeno Bogdănescu, Laurențiu Sîrbu, Ion Gheorghe Truică, Constantin Păun, Olimp Vărășteanu, Luminița Cazacu, Constantin Crâhmărel, Dinu Șerbescu, Flori Liceică, Ion Manea, Virgil Mocanu, Adrian Nicolau, Iulian Hermeneanu, George Sibianu, Constantin Păun, Adrian Petringenaru, Dinu Petrescu, Marian Mihail, Lucian Profirescu, Victor Antonescu, Mircea Toia, Călin Cazan, Gelu Mureșan, caricaturiștii Nell Cobar și Matty Aslan etc. Premiile obținute de aceștia sunt numeroase. Pe lângă cele ale lui Gopo din perioada de după 1964, mai amintim distincțiile obținute la Viena, în cadrul Festivalului Bucuriei, și la Veneția, unde un film semnat de Olimp Vărășteanu a obținut Leul de argint. La Festivalul de la Teheran Isabela Petrașincu a obținut  în 1973 Marele premiu, Delfinul de Aur pentru  Parada cifrelor. Și lista ar putea continua.
În scurtă vreme, Animafilm a devenit o marcă de încredere pe întreg mapamondul, în vremurile lui bune producând aproximativ 60 de pelicule pe an și aducând României peste 40% din încasările în dolari realizate din exporturi.
Bineînțeles, studioul nu a fost ocolit de cenzură și de Securitate. Datorită faptului că doi dintre angajații Animafilm, soții Dămăceanu, erau fiica și ginerele lui Ion Mihai Pacepa, fugit în Statele Unite ale Americii prin anii '70, o serie de oameni care "lucrau" acolo se ocupau numai de supravegherea lor. De asemenea, o serie de filme valoroase, cum ar fi coproducția "Robinson Crusoe" realizată în 1973 de către Victor Antonescu, au fost interzise spre difuzare (pe motiv că negrii mănâncă albi la ceaun) și nu au fost văzute de către publicul din România decât după 1989.
Sfârșitul activității acestui studio se leagă de moartea neașteptată a lui Ion Popescu-Gopo, în anul 1989. După Revoluție, Animafilm a fost privat de ajutoarele din partea statului și a decăzut treptat.

## Perioada de după 1990
Moartea lui Gopo, în 1989, a însemnat și sfârșitul animației românești clasice.
Devenit între timp societate pe acțiuni și fiind lipsit de sprijin din partea statului, Animafilm a decăzut treptat, fiind la un pas de faliment. Până în 2001, au fost realizate 15 filme de animație (doar două au fost creație propriu-zisă). Totuși, cu o cifră de afaceri de 110.000 RON, studioul a avut în 2004 un profit de 24.800 RON, datorită unui film de doar cinci minute, „Un alt fel de Love Story”, în care Miaunel și Bălănel fac educație sexuală. 
Actual, studioul primește doar comenzi de la diverse firme sau fundații care vor să-și transmită mesajele educative prin imagine. Datorită faptului că aceste creații sunt difuzate în circuit închis, nu au parte de prea multă publicitate.
Cu toate acestea, în străinătate, filmele produse la Animafilm încă se mai editează pe casete video (VHS) și DVD. Cele mai cunoscute titluri ar fi „Peripețiile lui Ionuț”, „Vreau să știu”, „Uimitoarele aventuri ale mușchetarilor”, „Robinson Crusoe”. Acestea au beneficiat de dublaje făcute în țară, în franceză, engleză și spaniolă, sau de unele profesioniste, uneori chiar în sistem surround (5.1 canale), în străinătate (cum e cazul „Il trë moschettieri”, în Italia) .
În România, mai există studiouri particulare de animație, care lucrează cu tehnică modernă și cu animatori autohtoni. După declinul Animafilm animatorii rămași fără serviciu au fost recrutați de companii cu capital spaniol sau francez. Dar majoritatea filmelor produse sunt de concepție străină, pentru export. 
În 2004 a apărut un desen animat numit „Boborul”. Autorul filmului este unul dintre cei mai talentați artiști din generația de mijloc, care a avut creații și în cadrul Animafilm: Radu Igazsag care, de altfel, semnează și scenariul. După ne sugerează titlul, el se inspiră din proza marelui Caragiale, rememorând cele 15 ore ale Republicii de la Ploiești din 1870. De fapt, filmul este o combinație între jocul de actori și animație. În rolul lui nenea Iancu, joacă Victor Rebengiuc. Filmul lui Radu Igazsag (produs de Fundația Arte Vizuale și finanțat de Centrul Național al Cinematografiei) este o adevărată bijuterie, ce durează doar 9 minute.
Într-o țară unde televiziunile nu difuzează producții autohtone de animație și nu se realizează niciun lung metraj de animație românesc, festivalurile Anim'est București și Metrion Oradea îi încurajează pe tinerii animatori români să creeze scurtmetraje de animație. Vă reamintesc că România nu are niciun studio de animație care să producă lungmetraje de animație. Studioul Dacodac a dat faliment în această vară, iar studioul de animație de stat, Animafilm nu mai produce nimic. Totuși, Centrul Național al Cinematografiei (CNC) oferă bani în fiecare an pentru lung metraje de animație. Studiouri de animație, precum Dacodac, Mediapro Magic și alte studiouri, au accesat fonduri CNC pentru lung metraje de animație. Ce s-a întâmplat? Nimic. În ultimii 20 de ani, România nu a reușit să producă filme de animație 100% românești. Zeci de tineri animatori români au fost nevoiți să plece din țară pentru a lucra în străinătate la diverse studiouri de animație. În prezent, ne mândrim doar cu animația generației Gopo și cu scurtmetrajele de animație realizate de tinerii animatori români.
"Mentalitatea actuală a junimii din "animație" li se datorează cu vârf și îndesat și domnilor actuali "profesori" de animație de pe la UNATC și Grigorescu... îi știți dumneavoastră... Mari maeștri în „teorii” și „analize plastice” vorbite, dar cu filmografii și experiențe practice microscopice", precizează animatorul Valentin Eliseu pentru animationmagazine.eu.